# 2sty
2sty nome artístico de Kamil Markowicz (Polônia, 12 de outubro de 1988), também chamado de 2styKot, Tłusty, TwoSty e TłustyKot, é um rapper e produtor musical polonês.

## Discografia

### Álbuns
| Álbum                | Detalhes                                                   |
| -------------------- | ---------------------------------------------------------- |
| Eskalacja prawdy(EP) | - Lançado: 27 de novembro de 2007 - Gravadora: Skit Studio |
| TheRapy(com DJ Bidi) | - Lançado: 11 de março de 2011 - Gravadora: Edição Própria |
| Puzzle               | - Lançado: 26 de julho de 2013 - Gravadora: Urban Rec      |
| Stej Flaj            | - Lançado: 10 de novembro de 2014 - Gravadora: Prosto      |

### Blendtapes
| Álbum                        | Detalhes                                                      |
| ---------------------------- | ------------------------------------------------------------- |
| Wstaje nowy dzień (com Diox) | - Lançado: 27 de dezembro de 2011 - Gravadora: Edição Própria |
| Elektryka (com Quebonafide)  | - Lançado: 17 de junho de 2016 - Gravadora: QueQuality        |

### Mixtapes
| Álbum                                                  | Detalhes                                                      |
| ------------------------------------------------------ | ------------------------------------------------------------- |
| Jamnik Mixtape                                         | - Lançado: 2 de fevereiro de 2009 - Gravadora: Edição Própria |
| Kilka blendów o hajsie, jointach i dupach! (com Małpa) | - Lançado: 9 de março de 2010 - Gravadora: Edição Própria     |

### Outras músicas
| Título                                               | Ano  |
| ---------------------------------------------------- | ---- |
| Sobota, Weekend – „Ona tańczy dla mnie” (2sty Blend) | 2012 |
| Mielzky, Gedz, 2sty – „Pyk pyk 3”                    | 2012 |
| 100 butelek                                          | 2014 |
| Konsekwencja                                         | 2015 |
| Daleko                                               | 2015 |
| 1000 wersów                                          | 2016 |

### Produtor musical
| Título                                            | Ano  | Notas                                                               |
| ------------------------------------------------- | ---- | ------------------------------------------------------------------- |
| "Małpa – Kilka numerów o czymś"                   | 2009 | Produção das canções "Wyjeżdżam by wrócić" e "Postaw na mnie"       |
| "Weno – All In All"                               | 2010 | Produção da música "Numer o typach jak ja"                          |
| "Tymi i Roka – Linia obrony"                      | 2011 | Produção da música "Rozliczenia"                                    |
| "Projekt Ganges – Kontrasty"                      | 2011 | Produção da música "To dla ludzi"                                   |
| "Wiciu – Dwa bieguny"                             | 2011 | Produção da música "K.A.C"                                          |
| "Karwan – Fabryka snów"                           | 2012 | Produção da música "Za najlepsze akcje"                             |
| "Swag jak skurwysyn" (compilação)                 | 2012 | Rap nas canções "Stej Flaj 2" e "Czy to Ty"                         |
| "Popkiller młode wilki 2013" (compilação)         | 2013 | Rap nas músicas "Stre$" e "Jeden strzał"                            |
| "KęKę – Takie rzeczy"                             | 2013 | Produção das músicas "Nie wiedziałaś" e "Chwila"                    |
| "Enson – Osiem kroków dalej"                      | 2013 | Com rap e produção da música "Świat jest wielki"                    |
| "Swag jak skurwysyn: nowa szkoła" (compilação)    | 2014 | Rap na música "Kula u nogi"                                         |
| "Step Records: rap najlepszej marki" (compilação) | 2014 | Com rap na música "Podpalamy noc (Remix)"                           |
| "HuczuHucz – Gdzie wasze ciała porzucone"         | 2014 | Com rap em "Nikt" e produção em "Awersja"                           |
| "Prosto Mixtape IV" (compilação)                  | 2015 | Rap nas músicas "Zdjęcie klasowe" e "Niedopowiedzenia Prosto Remix" |
| "Empire Music Studio, Matheo – Empire Force One"  | 2016 | Com rap nas músicas "Następnym razem pomyśl" e "Domówka"            |

## Videoclipes

### Solo
| Título                                  | Ano  | Direção              | Álbum     |
| --------------------------------------- | ---- | -------------------- | --------- |
| "Kto 2 ma ten styl?"                    | 2013 | Bidi coś kręci       | Puzzle    |
| "Pod prąd"                              | 2013 | Bidi coś kręci       | Puzzle    |
| "Napierdalam jak chcę"                  | 2013 | Bragga Entertainment | Puzzle    |
| "Więcej" (apresentando: DJ Klasyk)      | 2013 | Bragga Entertainment | Puzzle    |
| "Normalny gość"                         | 2014 | M.L. Filmz           | Stej Flaj |
| "We dwoje"                              | 2014 | M.L. Filmz           | Stej Flaj |
| "Wyjście z bloków" (apresentando: Tede) | 2015 | M.L. Filmz           | Stej Flaj |
| "Stylik, Bang!"                         | 2015 | Madey                | Single    |

### Participação
| Título                                                    | Ano  | Direção         | Álbum                              |
| --------------------------------------------------------- | ---- | --------------- | ---------------------------------- |
| "1 liga" - JodSen feat: 2sty, Gedz                        | 2013 | JodSen          | Wielkie sny                        |
| "Podpalamy noc remix" - Spinache feat: 2sty, Gedz, Kajman | 2014 | Evil Eye Studio | Step Records: rap najlepszej marki |
| "Ożywcza bryza" - Cira feat: 2sty                         | 2014 | -               | Niewidzialny celebryta             |

### Colaborações
| Título | Ano  | Direção      | Álbum                      |
| --- | ---- | ------------ | -------------------------- |
| "Jeden strzał" - 2sty, Bonez, Golin, Gonix, Kuba Knap, Kuban, Mam Na Imię Aleksander, Praktis, Supran, TomB, Wiciu, Zioło Zioło | 2013 | 9MM Filmz    | Popkiller młode wilki 2013 |
| "Stre$" | 2014 | Albena Video | Popkiller młode wilki 2013 |